# هیما (کنتاکی)
هیما (به انگلیسی: Hima) یک منطقهٔ مسکونی در ایالات متحده آمریکا است که در شهرستان کلی، کنتاکی واقع شده‌است. هیما ۲۶۲٫۱۳ متر بالاتر از سطح دریا واقع شده‌است.